# Талліннський автобус

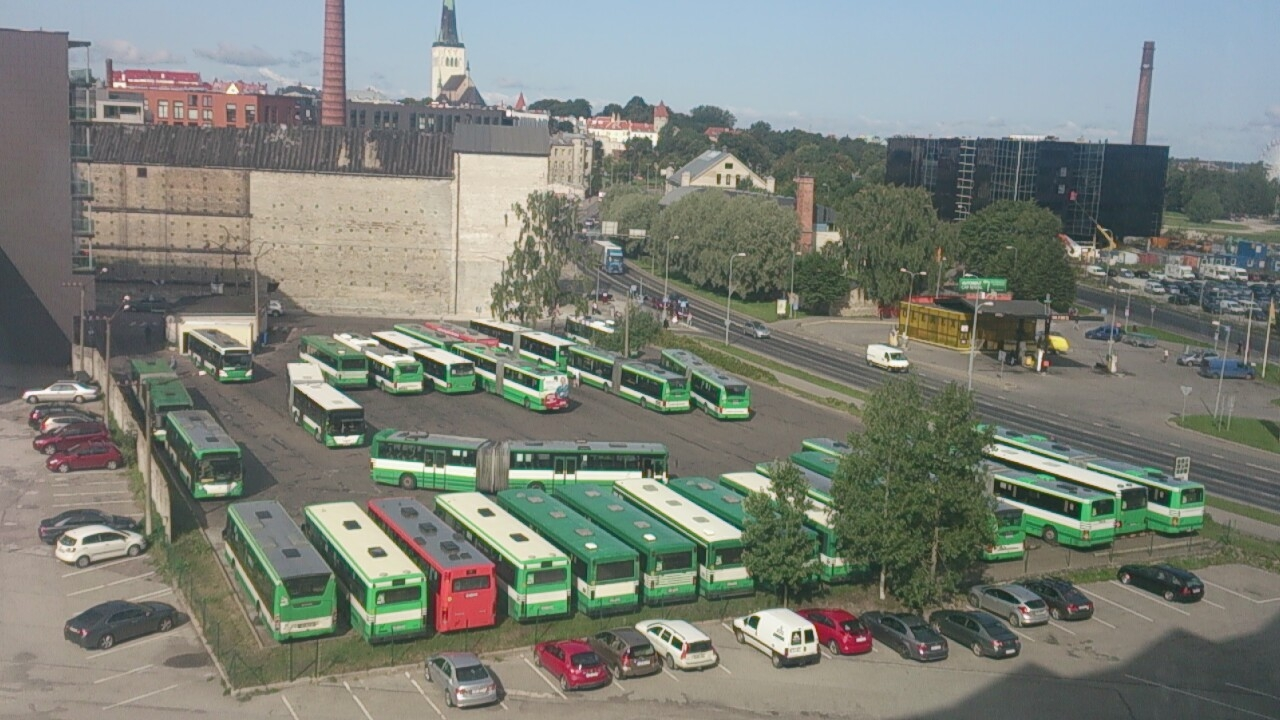
Автостоянка поблизу кінцевої зупинки «Площа Віру» в центрі міста

Автобус — найрозвиненіший громадський транспорт Таллінна. Він представлений 72 маршрутами, які обслуговують автобуси компаній Scania, Volvo, MAN та Solaris. Таллінський автобус є частиною системи громадського транспорту міста, а тому від 1 січня 2013 року проїзд на ньому безкоштовний для всіх пасажирів, місцем проживання яких зареєстровано Таллінн, а також для жителів Естонської Республіки, які мають право на пільгу; для всіх інших проїзд платний. Пасажирам при посадці необхідно реєструвати поїздку за допомогою придбаної проїзної картки Ühiskaart і так званого валідатора для зчитування інформації з цієї картки. Так само здійснюється оплата проїзду. Багато маршрутів починається поблизу торгового центру Viru Keskus у центрі міста або автобусному терміналі під Viru Keskus.
Розклади та схеми всіх маршрутів можна переглянути у спеціальному розділі на сайті міського громадського транспорту.